# 20483 Sinay
20483 Sinay este un asteroid din centura principală de asteroizi.

## Descriere
20483 Sinay este un asteroid din centura principală de asteroizi. A fost descoperit pe 14 iulie 1999 la Socorro, New Mexico, în cadrul proiectului LINEAR. Asteroidul prezintă o orbită caracterizată de o semiaxă mare de 2,31 ua, o excentricitate de 0,17 și o înclinație de 7,9° în raport cu ecliptica.